# Great Chishill
Great Chishill est un village du Cambridgeshire, en Angleterre.